# Clausewitz-Gesellschaft
Die Clausewitz-Gesellschaft e. V. ist nach Eigendarstellung ein unabhängiger, überparteilicher und gemeinnütziger eingetragener Verein von aktiven und ehemaligen Offizieren im Generalstabs- und Admiralstabsdienst. Namenspatron ist Carl Philipp Gottlieb von Clausewitz, der preußische General und Militärtheoretiker. Der Sitz der Gesellschaft ist in Hamburg.

## Allgemein
Die Gesellschaft hat sich die Aufgabe gestellt, aus den Gedanken Carl von Clausewitz’ Nutzen für die Gegenwart zu ziehen und zu prüfen, welche der von ihm formulierten Grundsätze und Einsichten noch heute von Bedeutung sind. 
Der Clausewitz-Gesellschaft gehören zurzeit etwa 1.000 Mitglieder an, darunter zunehmend auch Persönlichkeiten aus Politik, Wissenschaft, Wirtschaft und Publizistik. Präsident der Gesellschaft ist General außer Dienst Erhard Bühler, der dieses Amt 2024 übernahm. Vizepräsident ist Generalleutnant Kai Rohrschneider; die Geschäftsführung hat Oberstleutnant d.R. Ralph Huber inne. Es existiert ein beratender Beirat, dessen Sprecher Friedel H. Eggelmeyer ist. Zuvor waren es u. a. Manfred Eisele, Reiner Pommerin, Frank-Jürgen Weise, Christian Millotat und Michael Staack.
Organisatorisch ist die Clausewitz-Gesellschaft in die Regionalkreise Nord (Hamburg), West (Köln, Bonn, Rheinbach), Berlin, Südwest (Mainz, Ulm) und Bayern (München) und die Sektion Schweiz unterteilt. Im September 2017 kam der Regionalkreis Ost (Magdeburg) hinzu. Darüber hinaus gibt es die „Clausewitz-Abende“ in der Clausewitz-Erinnerungsstätte in Burg bei Magdeburg.

## Mitglieder

### Präsidenten
- 1961–1968: Generalleutnant a. D. Kurt Weckmann
- 1969–1974: Generalleutnant a. D. Gustav-Adolf Kuntzen
- 1975: Generalleutnant a. D. Hans Hinrichs
- 1976–1982: General a. D. Ulrich de Maizière
- 1983–1991: Generalleutnant a. D. Lothar Domröse
- 1991–1994: General a. D. Wolfgang Altenburg
- 1995–1999: General a. D. Dieter Clauß
- 1999–2001: General a. D. Klaus Naumann
- 2002–2006: General a. D. Klaus Reinhardt
- 2006–2013: Generalleutnant a. D. Klaus Olshausen
- 2013–2020: Generalleutnant a. D. Kurt Herrmann
- 2020–2024: Generalleutnant a. D. Carsten Jacobson
- seit 2024 General a. D. Erhard Bühler

### Ehrenpräsidenten
- 1969: Generalleutnant a. D. Kurt Weckmann
- 1983: General a. D. Ulrich de Maizière
- 2003: Korpskommandant a. D. Arthur Liener
- 2008: General a. D. Wolfgang Altenburg
- 2024: General a. D. Klaus Naumann

### Ehrenmitglieder
Ehrenmitglieder der Gesellschaft sind unter anderem (mit Verleihungsdatum) Wilhelm List (1963), Erich von Manstein (1963), Franz Halder (1963), Hellmuth Felmy (1964), Hans-Jürgen Stumpff (1964), Otto Groos (1967), Wilhelm Ritter von Schramm (1973), Werner Hahlweg (1987), Lothar Domröse (1991), Peter Paret (1999), Walter Schaufelberger (2006) und Roland Beck (2010) geworden.
In der Chronik der Gesellschaft aus dem Jahre 2011 werden diese Ehrenmitglieder außer in den Artikeln über das jeweilige Jahr besonders in einer Liste  der Ehrenmitglieder in der Anlage P aufgeführt, die sich an eine Aufstellung der Ehrenpräsidenten anschließt. Zur Jahrestagung der Gesellschaft im Oktober 2013 gab es ein Problem mit der Vergangenheit der Gesellschaft. Denn Mitglieder beantragten, einige der umstrittensten Militärs, die teilweise in Kriegsverbrechen der NS-Zeit verwickelt waren und deswegen angeklagt und größtenteils verurteilt worden waren, aus dieser Liste zu streichen: Wilhelm List, Erich von Manstein, Franz Halder, Hans-Jürgen Stumpff, Hellmuth Felmy. Die Versammlung lehnte das ab. 2014 distanzierte sich der Vorstand von den Ehrenmitgliedschaften dieser Personen und gab an, heutzutage wären Ehrenmitgliedschaften an diese Personen nicht verliehen worden, zudem sei die Mitgliedschaft mit dem Tode dieser Personen  erloschen. Der Vorstand behauptete, die umstrittenen Militärs seien aus Gründen der „historischen Ehrlichkeit“ aufgeführt. Er wies jegliche „Nähe zu diesem Personenkreis ganz entschieden“ zurück.

### Mitgliedschaft des NPD-Bundespräsidentschaftskandidaten
Im Jahr 2014 berichtet der Spiegel über die Mitgliedschaft des NPD-Bundespräsidentschaftskandidaten Olaf Rose im Verein.

## Gestiftete Auszeichnungen

### Ehrenmedaille General von Clausewitz
Am 1. Juni 1968 wurde die „Ehrenmedaille General von Clausewitz“ gestiftet. In der Stiftungsurkunde ist festgelegt, dass die Ehrenmedaille jedes Jahr an einen Offizier vergeben wird, dessen Jahresarbeit im Rahmen des „Nationalen Lehrgangs Generalstabs-/Admiralstabsdienst“ (LGAN) (früher Verwendungslehrgang General-/Admiralstabsdienst (VL GA)) an der Führungsakademie der Bundeswehr (FüAkBw) in Hamburg eine weit über dem Durchschnitt stehende Leistung darstellt. Die Jahresarbeit muss auf wissenschaftlicher Basis einen eigenen schöpferischen Gedanken zum Ausdruck bringen, wobei diese richtungsweisend für den Aufbau und Bestand des Gemeinwesens sowie für die Entwicklung der Rechte und der freiheitlichen Lebensform der Menschen sein sollen. Die Verleihung findet jährlich im Rahmen der Verabschiedungsfeierlichkeiten der Absolventen des General-/Admiralstabslehrganges statt.
Ausgezeichnet wurden bisher:
| Verleihungsjahr | Dienstgrad                | Name                                                           | Lehrgang                   |
| --------------- | ------------------------- | -------------------------------------------------------------- | -------------------------- |
| 1968            | Major                     | Hubertus Senff                                                 | 9. VL GA Heer (1966)       |
| 1969            | Major                     | Hans-Erich Abshoff                                             | 12. VL GA Luftwaffe (1967) |
| 1970            | Korvettenkapitän          | Uwe Radicke                                                    | 10. VL GA Marine (1968)    |
| 1971            | Major                     | Jürgen von Plüskow                                             | 12. VL GA Heer (1969)      |
| 1972            | Oberstleutnant            | Peter Jacobs                                                   | 15. VL GA Luftwaffe (1970) |
| 1973            | Major                     | Bernd Weber                                                    | 14. VL GA Heer (1971)      |
| 1974            | Korvettenkapitän          | Otto H. Ciliax                                                 | 14. VL GA Marine (1972)    |
| 1975            | Major                     | Hans-Theodor Dingler                                           | 16. VL GA Heer (1973)      |
| 1976            | Major Major i. G.         | Wolfgang Thiemann Edmond Thys (Belgien)                        | 17. VL GA Heer (1974)      |
| 1977            | Major                     | Gottfried Hufenbach                                            | 20. VL GA Luftwaffe (1975) |
| 1978            |                           | nicht verliehen                                                |                            |
| 1979            | Major                     | Ulf von Krause                                                 | 22. VL GA Luftwaffe (1977) |
| 1980            | Hauptmann                 | Hans-Eberhard Freiherr von Steinaecker                         | 21. VL GA Heer (1978)      |
| 1981            | Kapitänleutnant           | Viktor Toyka                                                   | 21. VL GA Marine (1979)    |
| 1982            | Korvettenkapitän          | Frank Ropers                                                   | 22. VL GA Marine (1980)    |
| 1983            | Hauptmann                 | Wolf-Joachim Clauß                                             | 24. VL GA Heer (1981)      |
| 1984            | Hauptmann                 | Andreas Post                                                   | 25. VL GA Heer (1982)      |
| 1985            | Hauptmann                 | Gerhard Schulz                                                 | 28. VL GA Luftwaffe (1983) |
| 1986            | Hauptmann                 | Siegfried Joram                                                | 27. VL GA Heer (1984)      |
| 1987            | Hauptmann                 | Dietrich Menzel                                                | 28. VL GA Heer (1985)      |
| 1988            | Hauptmann                 | Roland Braun                                                   | 31. VL GA Luftwaffe (1986) |
| 1989            | Korvettenkapitän          | Karl Bey                                                       | 29. VL GA Marine (1987)    |
| 1990            | Kapitänleutnant Hauptmann | Jörg Ringe Erich Vad                                           | VL GA Marine VL GA Heer    |
| 1991            | Korvettenkapitän          | Heinrich Lange                                                 | VL GA Marine               |
| 1992            | Korvettenkapitän          | Rainer Brinkmann                                               | VL GA Marine               |
| 1993            | Hauptmann                 | Dirk Parchmann                                                 | VL GA Luftwaffe            |
| 1994            | Major                     | Dirk Backen                                                    | VL GA Heer                 |
| 1994            | Major                     | Karl-Georg Habel                                               | VL GA Heer                 |
| 1995            | Korvettenkapitän          | Jürgen Velten                                                  | VL GA Marine               |
| 1996            | Major                     | Stefan Geilen                                                  | VL GA Heer                 |
| 1997            | Korvettenkapitän          | Frank Ganseur                                                  | VL GA Marine               |
| 1998            | Major                     | Dirk Scholl                                                    | VL GA Heer                 |
| 1999            | Major                     | Klaus Jürgen Haffner                                           | LGAN Luftwaffe             |
| 2000            | Major                     | Frank Kammerer Wolfgang Ohl Philippe Flecksteiner              | LGAN Heer                  |
| 2001            | Major                     | Thomas Enzinger                                                | LGAN Luftwaffe             |
| 2002            | Major                     | Sönke Marahrens                                                | LGAN Luftwaffe             |
| 2003            | Major                     | Oliver Dörre                                                   | LGAN Luftwaffe             |
| 2004            | Major                     | Werner Knappe                                                  | LGAN Luftwaffe             |
| 2005            | Major                     | Martin Mayer                                                   | LGAN Heer                  |
| 2006            | Oberstabsarzt             | Jens Peter Evers                                               | LGAN Heer                  |
| 2007            | Major                     | Volker Pötzsch                                                 | LGAN Luftwaffe             |
| 2008            | Korvettenkapitän          | Christian Hillmer                                              | LGAN Marine                |
| 2009            | Oberstabsarzt             | Nicole Schilling                                               |                            |
| 2010            | Major i. G.               | Ingo Stüer                                                     |                            |
| 2011            | Major i. G.               | Sven Kästner                                                   |                            |
| 2012            | Major i. G.               | Thorsten Gensler                                               |                            |
| 2013            | Major i. G.               | Sebastian Grumer                                               |                            |
| 2014            | Major i. G.               | Germar Lacher                                                  |                            |
| 2016            | Major                     | Sebastian Becker                                               |                            |
| 2017            | Major                     | Philipp Lange                                                  |                            |
| 2018            | Fregattenkapitän          | Jan Dinand                                                     |                            |
| 2019            | Major                     | Anja Blümel Elisabeth Frank                                    |                            |
| 2020            | Oberstleutnant            | Jochen-Andreas Helmuth Moos                                    |                            |
| 2021            | Major                     | Christian Hauck Tom Nestler Christoph Rumlow Stephan Tzschoppe |                            |

### Ehrenurkunde General von Clausewitz
Mit der 1990 gestifteten „Ehrenurkunde General von Clausewitz“ werden internationale Teilnehmer des „Nationalen Lehrgangs Generalstabs-/Admiralstabsdienst“ (LGAN) an der Führungsakademie der Bundeswehr für ihre Jahresarbeiten gewürdigt.

## Veröffentlichungen
Die Clausewitz-Gesellschaft gibt seit 2005 ein Jahrbuch heraus. Außerdem trägt sie gemeinsam mit der Universität der Bundeswehr München die Verantwortung für die Clausewitz-Studien. Interdisziplinäres Forum für Theorie und Praxis der Sicherheitspolitik, für Strategie- und Streitkräfteforschung in der postkonfrontativen Periode (seit 1996). Eine Kooperation besteht mit der Gesellschaft für Wehr- und Sicherheitspolitik, dem Arbeitskreis für Wehrforschung und der Gesellschaft für Sicherheitspolitik und Rüstungskontrolle bei der Zeitschrift für Wehrfragen Europäische Wehrkunde. Artikel und Vorträge erschienen darüber hinaus als Dokumentation in der militärischen Fachzeitschrift Europäische Sicherheit & Technik.

### Weitere Publikationen
- Im Auftrag der Clausewitz-Gesellschaft, Rolf Elble (Hrsg.): Clausewitz in unserer Zeit. Ausblick nach 10 Jahren Clausewitz-Gesellschaft. Wehr & Wissen Verlagsgesellschaft, Darmstadt 1971, ISBN 3-8033-0208-0.
- Hrsg.: Freiheit ohne Krieg? Beiträge zur Strategie-Diskussion der Gegenwart im Spiegel der Theorie von Carl von Clausewitz. Mit einem Vorwort von Ulrich de Maizière, Dümmler, Bonn 1980, ISBN 3-427-82051-3.
- Hrsg.: Eberhard Wagemann: Frieden ohne Rüstung? Mittler, Herford u. a. 1989, ISBN 3-8132-0323-9.
- In Zusammenarbeit mit dem Militärgeschichtlichen Forschungsamt (Hrsg.): Clausewitz und das neue Denken in Europa. Fachtagung der Clausewitz-Gesellschaft e. V. in Koblenz. Mittler, Herford u. a. 1990.
- Im Auftrag der Clausewitz-Gesellschaft, Reiner Pommerin (Hrsg.): Carl von Clausewitz in the 21st century. Commemorating the 50th anniversary of the Clausewitz Society. Hartmann, Miles-Verlag, Berlin 2011, ISBN 978-3-937885-41-4.

### Schriftenreihe
- Hrsg.: Von der Cannae-Idee bis zur Friedensmission. Wandlungen des Kriegsbildes und des strategischen Denkens (= Schriftenreihe der Clausewitz-Gesellschaft e. V., Heft 1). Rheinbach 2000
- Hrsg.: Bündnissysteme und Koalitionskriegführung (= Schriftenreihe der Clausewitz-Gesellschaft e. V., Heft 2). Rheinbach 2001
- Hrsg.: Sicherheitsvorsorge in einer veränderten Welt (= Schriftenreihe der Clausewitz-Gesellschaft e. V., Heft 3). Rheinbach 2002
- Hrsg.: Kampf gegen den Terrorismus. Internationale Herausforderung und nationale Sicherheitsvorsorge (= Schriftenreihe der Clausewitz-Gesellschaft e. V., Heft 4). Alfter 2003
- Hrsg.: Äußere und innere Sicherheit. Grundlagen, Erfahrungen, Perspektiven (= Schriftenreihe der Clausewitz-Gesellschaft e. V., Heft 5). Alfter 2004